# Owen Geleijn
Owen Geleijn, né le 14 janvier 2001 à Rijsenhout, est un coureur cycliste néerlandais. Il est membre de l'équipe TDT-Unibet.

## Biographie
Owen Geleijn est originaire de Rijsenhout, un village situé dans la commune de Haarlemmermeer. Il commence le cyclisme vers l'âge de dix ans au WTC de Amstel, basé à Amstelveen,. En parallèle de sa carrière sportive, il a suivi des études dans le domaine des sciences du sport à l'université libre d'Amsterdam. Son petit frère Tristan a lui aussi pratiqué le vélo en compétition. 
En 2018, il intègre l'équipe des Pays-Bas. Actif au niveau international, il termine huitième de Kuurne-Bruxelles-Kuurne juniors et dixième de La Philippe Gilbert Juniors. L'année suivante, il se classe septième de la Classique des Alpes juniors, neuvième du Grand Prix Rüebliland ou encore dixième du Grand Prix Général Patton. Il intègre ensuite la réserve de la formation Jumbo-Visma en 2020. Principalement équipier, il finit néanmoins septième du Grand Prix Adria Mobil et neuvième du championnat des Pays-Bas espoirs en 2021. 
Au printemps 2022, il s'adjuge le classement de la montagne de la Course de la Paix espoirs. Il continue aussi de remplir son rôle d'équipier pour les coureurs de son équipe, chez les espoirs mais aussi parmi les professionnels. Sur le plan personnel, il parvient à terminer troisième du Tour du Frioul-Vénétie julienne en 2023. Il prend également la cinquième place de Paris-Tours espoirs, pour sa dernière course avec Jumbo-Visma Development. 
Non-retenu par Jumbo-Visma, Owen Geleijn passe toutefois professionnel en 2024 au sein de l'UCI ProTeam TDT-Unibet. Son premier contrat s'étend sur deux saisons. Il effectue sa reprise au mois de février sur le Tour d'Antalya.

## Palmarès et résultats

### Palmarès par année
- 2021
  - 1re étape du Kreiz Breizh Elites (contre-la-montre par équipes)
- 2023
  - 3e du Tour du Frioul-Vénétie julienne

### Classements mondiaux
| Année                                 | 2021  | 2022  | 2023  | 2024  |
| ------------------------------------- | ----- | ----- | ----- | ----- |
| Classement mondial                    | 2039e | 2511e | 1331e | 2443e |
| UCI Europe Tour                       | 1385e | 1535e | 894e  | nc    |
|                                       |       |       |       |       |
| Légende : nc = non classéSource : UCI |       |       |       |       |